# Tomponskij ulus
Il Tomponskij ulus è un ulus (distretto) della Repubblica Autonoma della Jacuzia-Sacha, nella Russia siberiana orientale; il capoluogo è la cittadina di Chandyga.
Confina con gli ulus Kobjajskij ad ovest, Ust'-Majskij a sud, Ust'-Aldanskij e Tattinskij a sudovest, Ojmjakonskij a est, Momskij a nordest,  Verchojanskij a nordovest.
Si estende per la maggior parte sul bacino del fiume Tompo, affluente destro della Lena; la sezione settentrionale tributa invece al bacino idrografico del fiume Jana.
Oltre al capoluogo Chandyga, un altro insediamento di qualche rilievo è Džebariki-Chaja.